# Tush
„Tush“ byl jediný singl z čtvrtého studiového alba americké blues-rockové hudební skupiny ZZ Top Fandango! z roku 1975. Skladbu předělalo mnoho různých interpretů, mezi které patří i skupina Nazareth nebo zpěvačka Joan Jett. Jedná se o jednu z mála skladeb, ve které zpívá baskytarista Dusty Hill.

## Sestava
- Billy Gibbons – kytara
- Dusty Hill – baskytara, zpěv
- Frank Beard – bicí